# Jōsei Toda

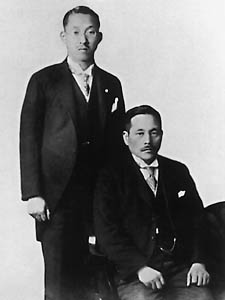
Jōsei Toda y su maestro Tsunesaburo Makiguchi.

Jōsei Toda (戸田 城聖 Toda Jōsei?) (11 de febrero de 1900 - 2 de abril de 1958), fue el segundo presidente de la Soka Gakkai. Desilusionado con el sistema educativo japonés—el cual el veía como opresivo del pensamiento individual y como una guía hacía los intereses del estado--Toda inmediatamente tomo interés en las teorías pedagógicas de Makiguchi cuando se encontraron en 1920. Fue el primero en aplicar dichas teorías en la práctica cuando se hizo cargo de una escuela privada en Tokio.

## Primeros años de vida (1900-20)
Jin'ichi Toda, quién luego sería conocido como Josei Toda, nació el 11 de febrero de 1900 en lo que es hoy la ciudad de Kaga en la prefectura de Ishikawa, Japón, el séptimo hijo de su padre Jinshichi y su madre Su'e. A la edad de 2 años se mudó junto con su familia a la villa Atsuta en Ishikari, Hokkaidō, donde éstos operaban una concesión de pesca y embarque.
Después de terminar sus estudios y tras ocuparse en diversos trabajos decidió convertirse en maestro, inspirado por uno de sus hermanos. Comenzó a enseñar en la escuela primaria Mayachi en Yubari, Hokkaidō.

## Su juventud (1920-45)
A principios de 1920, durante una visita a Tokio, una amistad le presenta al señor Tsunesaburo Makiguchi (1871-1944), el entonces director de la escuela primaria Nishimachi de Tokio. Ambos sostuvieron una larga discusión sobre la práctica de la educación e investigación. Poco tiempo después, Toda renuncia a su cargo en la escuela primaria Mayachi y se muda a Tokio donde, con la ayuda de Makiguchi, es contratado para trabajar como maestro sustituto en la escuela primaria Nishimachi. Durante los siguientes 23 años Toda trabajaría con Makiguchi, considerándolo su mentor, hasta el arresto de ambos durante la Segunda Guerra Mundial.
Toda comenzó a practicar el Budismo de Nichiren Daishonin en 1928 y dos años más tarde, junto a Makiguchi, fundaron la Soka Kyoiku Gakkai (Sociedad Educativa para la Creación de Valor). Al comienzo de la Segunda Guerra Mundial, sufrieron ataques y persecución. Ambos fueron arrestados y encarcelados en 1943 bajo cargos de blasfemia y violación del Acta de Mantenimiento del Orden Público. 
Makiguchi falleció en prisión en 1944, mientras que Toda fue liberado tan sólo dos semanas antes de la rendición incondicional de Japón frente a los americanos en 1945. Mientras estuvo en prisión, Toda, a través de su estudio del Sutra del Loto, llegó a la conclusión de que la Budeidad, o iluminación, es inherente en la vida en sí, y que todas las personas pueden manifestarla. Ese despertar, junto con profunda ira hacia el ejercicio desmedido del poder por el gobierno, se volvieron su motivación para sus esfuerzos en la propagación del Budismo de Nichiren durante el resto de su vida.

## Los años de posguerra (1945-51)
Al comienzo de 1946, Toda comienza a enseñar el Sutra del Loto a algunos colegas, y en marzo de 1946 cambia el nombre de la organización Soka Kyoiku Gakkai por Soka Gakkai (Sociedad para la Creación de Valor), expresando así su convicción de que su misión no debía estar confinada a educadores y el campo de la educación sino que debía extenderse al todo que conforma la sociedad. 

## Segundo Presidente de la Soka Gakkai (1951-58)
El 3 de mayo de 1951 fue nombrado segundo presidente de la Soka Gakkai. En 1957, Toda (sin importarle el hecho de que el no era un experto en leyes internacionales) realizó una declaración "condenando" el uso de armas nucleares como “criminales” bajo cualquier circunstancia, y llamando a los jóvenes del mundo para que trabajen en busca de su abolición. Esa declaración se volvió la piedra fundamental de las actividades de la Soka Gakkai por la paz. El número de miembros creció rápido bajo el liderazgo de Toda, hasta alcanzar la cifra de más de 750.000 familias en el momento de su muerte en 1958.